# Mortal Kombat: Special Forces
Mortal Kombat: Special Forces es un videojuego de acción-aventura y beat 'em up desarrollado y lanzado por Midway Games exclusivamente para la PlayStation en 2000. Se trata de un spin-off de la franquicia Mortal Kombat, la segunda entrega que no es un juego de lucha y el primer spin-off en 3D. Ambientado antes del primer Mortal Kombat, los jugadores controlan a Jax mientras persigue al líder criminal Kano y su banda.
Special Forces atravesó un desarrollo complicado debido a que el cocreador de la serie, John Tobias, y otros miembros del personal abandonaron Midway antes de que se completara el juego. La marcha de Tobias provocó un recorte significativo del contenido, incluida la eliminación de Sonya Blade como personaje jugable. Tras su lanzamiento, el juego fue mal recibido por los críticos por su pobre diseño de niveles y su tediosa jugabilidad, y se lo considera uno de los peores videojuegos de la serie.

## Jugabilidad
Mortal Kombat: Special Forces es un videojuego de acción-aventura en tercera persona. El único personaje jugable es Jax, que utiliza no solo técnicas de combate cuerpo a cuerpo, sino también armas de fuego y explosivos. Hay cinco niveles ambientados en la Tierra en Otherrealm, con una batalla de jefes al final de cada uno de ellos. Al explorar las ubicaciones en la búsqueda de llaves, los jugadores resuelven acertijos, encuentran los códigos para desbloquear las puertas y abren pasajes ocultos en las paredes. Jax puede ascender a plataformas de niveles más altos incluso cuando no puede saltar, pero puede empujar bloques grandes.
El jugador puede restaurar el medidor de salud de Jax usando botiquines de primeros auxilios. El jugador también tiene una reserva de energía limitada: cada vez que Jax realiza una de sus técnicas especiales, gasta energía que puede reponerse realizando ciertos combos. Jax puede atacar con sus manos y pies, así como bloquear contraataques. Aunque no existen sistemas de Fatality, el sistema de combo permite rematar al oponente con el golpe final en caso de que la línea de salud del enemigo se agote en ese momento. Los puntos de experiencia que gana un jugador al derrotar enemigos le permiten obtener nuevos combos. Un menú del juego muestra la presencia de elementos en el inventario del jugador y también contiene información sobre el propósito de la misión actual. Después de completar el juego, el jugador puede activar el menú de trucos para comenzar un nuevo juego con bonificaciones adicionales.

## Elementos del juego
- Movimientos Gráficos: Eran los gráficos que representan a cada botón del mando, se presentaban después de cada combo.
- Combos: El sistema incluía una barra que presentaba el número de golpes y los botones que pulsaste para conseguirlo.
- Poderes: El personaje posee todos sus movimientos conocidos hasta aquel momento.
- Armas: Son los instrumentos de combate, que puedes liberar durante el nivel de juego, posees un sistema de multiarmas.
- Pantalla de Presentación: Era un videoclip, donde mostraban bailes de Jax, y presentaciones del enemigo con luces fosforecentes.
- Finish: Se pueden ejecutar en todos los jefes menos en el jefe principal.
- Fatality: Posees un arsenal pobre de Fatality, solo los más conocidos.
- Sangre: Fluido que brotaba en cada golpe certero de los personajes, aparece muy poco cuando golpeas a los rufianes.
- Puertas: Al terminar los niveles, no desaparecías, sino que debías buscar la salida.
- Figurillas: Son esas imágenes que están en torno al escenario, allí al introducir una clave accionaba un menú secreto.
- Obstáculos: Al ser de género aventura posee los típicos estorbosos oponentes débiles que aparecen en cada nivel.
- Trampas: Eran los distintos elementos de cada escenario que no te permitía avanzar al dañarte con armas o campos de fuerza.
- Ayudas: Eran los distintos elementos que te permiten pasar o atravesar los escenarios como cuerdas o elevadores.
- Tarjetas de Memoria: Ahora en el juego se podía guardar lo que avanzabas en el juego mediante tarjetas de memoria.
- Videos de Comunicación: Son escenas de cuando uno de los jefes es derrotado y sales del escenario.
- Paquetes de Medicina: Son aquellos figuras de botiquines que tomas para recuperar energía.
- Paquetes de Vida: Son gemas que al tomar obtienes una vida extra.

## Trama
Special Forces es cronológicamente el primer juego en la historia de Mortal Kombat, ya que sus eventos tienen lugar incluso antes de Mortal Kombat Mythologies: Sub-Zero. La historia del juego involucra a Kano liberando a su banda, el Black Dragon de una prisión de máxima seguridad. El Mayor Jax, que busca venganza por la matanza de sus compañeros de las Fuerzas Especiales a manos del Black Dragon, emprende una misión para evitar que recuperen un artefacto de gran poder, el Ojo de Chitian. El verdadero poder del artefacto se muestra en el final de que puede abrir portales a otros reinos cuando Jax usa el artefacto para teletransportarse a sí mismo y a Kano de regreso a Earthrealm después de derrotarlo.

## Personajes
Además de los subordinados de Jax, Kano y Black Dragon de Kano, Tremor y Jarek, el juego cuenta con tres personajes exclusivos de esta entrada de la serie:
- Gemini: el operativo base de Jax, transmitiéndole información y mensajes desde la sede. Los dos comparten una amistad, y Gemini se preocupa excesivamente por Jax. Operando solo por radio, nunca se la ve en el juego.
- No Face: miembro de la organización Black Dragon dirigida por Kano, quien lo liberó de una prisión de alta seguridad. Se describe que solo tiene conocimiento de artefactos explosivos, usa cartuchos de dinamitas atados al pecho y usa un lanzallamas como arma. No tiene nariz, orejas, cabello y una tez pálida, según su nombre.
- Tasia: espadachina experta y maestra ninja mortal que es miembro de la organización Black Dragon de Kano.[2] Al igual que Tremor, No Face y Jarek, Kano la liberó de una prisión de alta seguridad. Ella maneja dos espadas ninjatō y tiene la habilidad de teletransportarse. Ella aparece junto con Jarek para capturar a Cassie y Jacqui por órdenes de Black Dragon en el cómic de Mortal Kombat X.

## Niveles

### Nivel 1: El Almacén
- Descripción: Derrotar a los miembros del Black Dragon, avanzar hasta el extenso cuarto oscuro, debes enfrentar al jefe de turno, al vencerlo debes encontrar la puerta y debes salir del nivel.
- Escenario: .Inicialmente es una calle abandonada. Es toda una cavidad oscura, hay ciertos símbolos en las paredes, hay poca iluminación, las paredes son metálicas y posee marcos rojos y círculos de ventilación.
- Guardias: Mismos miembros del clan del Dragón Negro, son figuras oscuras y sin ninguna especialidad.
- Jefe: No Face
- Diálogo: Jax se comunica con Gemini, le avisa que tiene un pequeño regalo, la captura de No Face. Jax informa de que seguía la pista del Black Dragon por una puerta hacia unas galerías subterráneas, en la que el clan tenía varias instalaciones.

### Nivel 2: La Alcantarilla
- Descripción: Derrota a la escoria del Black Dragon, avanza hasta la última bodega, entra allí y derrota al jefe de turno, debes salir de la alcantarilla y recibir el mensaje.
- Escenario: Son un complejo subterráneo, hay bodegas alineadas, detrás de cada bodega yacen los oponentes, las paredes son metálicas y de color azul, hay un flujo de agua contaminada, habrá por las ventanas escenas de chicas mojando con una manguera los autos.
- Guardias: Conocida como la escoria del Black Dragon, ellos son capaces de moverse por ambientes decadentes.
- Jefe: Tasia
- Diálogo: Jax se comunica con Gemini, le comunica que Tasia ha sido vencida, pero que ella era muy bella y que por un momento se distrajo, Gemini le aclara que se concentre en la misión y que uno de los edificios del centro de la ciudad es utilizado por el clan como base de instalaciones.

### Nivel 3: Las Torres
- Descripción: Avanza por todo el nivel, habrá constantes explosiones en la sección de túneles, deberás deshacerte de los miembros del clan, enfrenta al jefe de turno y robalé el mapa.
- Escenario: Una torre de acero, túneles completamente oscuros, hay un contraste entre la tierra que lo rodea y el acero que lo cubre, radares que siguen cualquier objetivo, escaleras y millones de habitaciones y oficinas con soldados del clan.
- Guardias: Son soldados armados y con vestimenta de camuflaje, poseen unas armas nucleares y explosivos.
- Jefe: Jarek
- Diálogo: Jax se comunica con Gemini, a lo que ella pregunta si tenía capturado a otro miembro del clan, entonces Jax le explica que Jarek está bajo su poder y que perdió porque su juventud lo llevó a subestimarlo. Comunica de que un mapa lo levaría a la ciudad perdida de Sin Kiang.

### Nivel 4: Sin Kiang
- Descripción: Te encuentras rondando por todo el nivel, así debes cruzar por la estatua de la Reina Rhiana, llegar al combate final contra el jefe de turno, derrotándolo debes buscar el portal que te lleva al Outworld.
- Escenario: Es un templo de madera, está cubierto de maderos, una estatua de una reina, pilares donde los oponentes se esconden, alfombra con motivos florales de loto. En la sección final es un aro gigante de metal y con un halo de energía viscosa y verdosa, una alfombra verde te guía allí.
- Guardias: Figuras oscuras, aparentemente son ninjas renegados unidos al clan Black Dragon.
- Jefe: Tremor
- Diálogo: Jax se comunica con Gemini, l comunica que acabó con Tremor, le explica que se metió al Portal que lleva a otra dimensión desconocida, Gemini le aclara que es una locura, Jax le responde con que después le responderá. Allí la transmisión se interrumpe.

### Nivel 5: Outworld
- Descripción: Debes avanzar por el laberinto que es esta dimensión, lo único que debes recordar es que derrotes a los oponentes y que debes buscar el artefacto secreto, para ello debes seguir al jefe final y vencerlo.
- Escenario: Es toda una cavidad oscura, habrá pilares negros, rodearan las instalaciones, busca el domo central, atrás de cada rincón oscuro saldrán volando o caminando los oponentes, hay motivos demoníacos en el suelo.
- Guardias: Demonios voladores o andantes del Outworld, posee cuerpos espectrales.
- Jefe: Kano
- Diálogo: Una conversación entre Jax y Kano antes del combate, ahí Kano se decepciona del desempeño de los miembros de su mafia pero que se alegraba de poseer el artefacto secreto conocido como el Ojo de Shitian que lo llevara a otros mundos. Después del combate yace desangrado el cuerpo de Kano, allí Jax toma el Ojo de Shitian y abre un Portal hacía la Tierra.

## Créditos
Actores de captura de movimientos de MKSF:
- Carlos Pesina, Kerri Hoskins, Richard Ho

Actores de doblaje de MKSF:
- Craig Harris: Jax

- Kimberly Barlow: Gemini

- David Allen: Kano

- Herman Sánchez y Carlos Pesina: Otras voces

## Desarrollo
Este fue el segundo videojuego de Mortal Kombat desarrollado por Midway que no era un videojuego de lucha, después de haber probado las aguas con Mortal Kombat Mythologies: Sub-Zero en 1997. El cocreador de la serie, John Tobias, tenía la intención de trabajar en una serie de videojuegos de plataforma para expandir el universo de Mortal Kombat, incluyendo títulos centrados en Baraka y Liu Kang; sólo este último fue realmente lanzado por Midway (Mortal Kombat: Shaolin Monks de 2005) a pesar de haberse sentado en la mesa de dibujo durante muchos años.
Aunque Special Forces solo se lanzó en PlayStation, también se suponía que se lanzaría tanto en Nintendo 64 como en Dreamcast. Muchos miembros del personal de Midway Games, incluido Tobias, dejaron la compañía en 1999 por varias razones mientras el juego aún estaba en producción. La trama de Special Forces (que originalmente incluía a Sonya Blade) fue revisada en gran medida después de la partida de Tobias y el juego se apresuró a completar.
Tobías dijo sobre la versión final: "Sabes que nunca lo he jugado, lo vi en el E3 y tal vez lo jugué como cinco minutos y nunca lo jugué después de eso. Así que no estoy muy familiarizado con cómo terminó". Ed Boon recordó más tarde: "No trabajé en Special Forces. El juego y el proyecto estaban plagados de todo tipo de problemas. Podría escribir un libro sobre eso."

## Recepción
El juego recibió críticas "desfavorables" según el sitio web de agregación de reseñas Metacritic. Blake Fischer revisó la versión de PlayStation del juego para Next Generation, calificándola con una estrella de cinco, y declaró que "no dejes que el precio barato te engañe, ni siquiera vale la pena ir a la tienda".
De todos los juegos de Mortal Kombat, Special Forces es considerado por algunos como el peor. Sus ventas fueron tan bajas que Midway puso la serie en suspenso en preparación para Mortal Kombat: Deadly Alliance (2002). El propio Ed Boon declaró: "El juego tuvo un desarrollo bastante accidentado y el juego no resultó muy bueno en absoluto". En 2011, GamesRadar lo clasificó como la segunda rama más absurda de Mortal Kombat (solo detrás de Mortal Kombat: Live Tour). En 2013, GamesRadar también lo clasificó como el peor juego número 41 jamás creado.
Por el contrario, algunas de las críticas han sido más positivas. Video Games: The Ultimate Guide le dio al juego 7 de 10, GameVortex le dio un 79%, y Electric Playground le dio un 7 de 10.